# Rusticianina
La rusticianina es una cuproproteína de tipo 1 que actúa como uno de los principales transportadores de electrones en la cadena respiratoria de Thiobacillus ferrooxidans.
Al ser una cuproproteína de tipo I es considerada una cupredoxina, o cuproproteína azul debido a su color.

## Estructura
La rusticianina es una proteína pequeña con una longitud total de 155 aminoácidos. En forma similar a otras proteínas de la misma clase tales como la plastocianina, posee un núcleo con un plegamiento de tipo sandwich β; formado por dos láminas β, una de seis y una de siete hebras; y una única hélice anfipática cercana al extremo N-terminal.
El sitio de coordinación del cobre posee un arreglo tetraédrico distorsionado formado por dos residuos histidina (His85 e His143), una cisteína (Cys138) y una metionina (Met148).

## Propiedades
La rusticianina es una proteína redox extremofílica presentando actividad a pHs tan bajos como 0,5 con un potencial redox de 680 mV; el cual es, al menos el doble de alto que cualquier otro miembro de la familia.

## Papel biológico
La rusticianina actúa como intermediaria en la cadena respiratoria de Thiobacillus ferrooxidans, un quimiolitotrofo aeróbico que resulta el principal responsables de los drenajes ácidos de las minas. Este microorganismo utiliza al hierro (II) como fuente de electrones y al oxígeno atmosférico como aceptor final. La rusticianina recibe los electrones directamente del hierro ferroso por medio de la enzima hierro:rusticianina reductasa, y los transfiere a un citocromo